# Ádány András
Ádány András, névváltozatok: Adány, Ádányi (Dormánd, 1715. december 27. vagy 1716. december 28. – Esztergom, 1795. október 13.) jezsuita tanár.

## Élete
Nemesi származású volt, 1732 októberében Nagyszombatban lépett a jezsuita rendbe, s próbaévei alatt Pécsett és Kassán tanította a latin nyelvtant, költészetet és szónoklatot. 1752-ben felszentelték, és bölcsészettudományi oklevelet kapott; azután Győrött a rend növendékeit tanította; innen Nagyszombatba tették át, ahol 1753-tól 1755-ig a filozófiai tudományokat adta elő. Azután Nagyváradon és Ungváron mint hitszónok működött; 1760-ban visszahívták Nagyszombatba a teológia tanárának. 1761-62-ben a bölcseleti kar dékánja volt. A rend eltörlése (1773) után Esztergomban az iskolák igazgatója lett, és haláláig e tisztséget töltötte be. Fizikakönyve egyike volt a nagyszombati egyetem első nyomtatott tankönyveinek, ebben az akkor modern newtoni alapon taglalta a fizika törvényeit.

## Munkái
- Fastorum Hungariae Pars I. et II. Kassa, 1742
- Institutiones physicae generalis. Nagyszombat, 1744
- Philosophiae naturalis pars prima seu physica generalis. Uo. 1755
- Pars recentioris physicae. Uo. 1756
- Ode, quam Ant. Vörös, dum gymnasium Strigoniense inviseret, obtulit. Pest, 1777
- Ode ad primum lapidem gymnasii Strigoniensis, cum in fundamenta dimitteretur. Buda, 1779
- Odae non paucae viris et rep. litteraria bene meritis nomine gymnasii Strigon, oblatae, inter quas Oda ad cives occasione marmoreae statuae M. Theresiae Reginae. Pest, 1781
- a budai egyetem 1780. ünnepélyére többek társaságában ő is írt latin ódát, mely a többivel együtt jelent meg